# Aphelandra scabra
Aphelandra scabra är en akantusväxtart som först beskrevs av Vahl, och fick sitt nu gällande namn av James Edward Smith. Aphelandra scabra ingår i släktet Aphelandra och familjen akantusväxter. Utöver nominatformen finns också underarten A. s. angustifolia.

## Bildgalleri

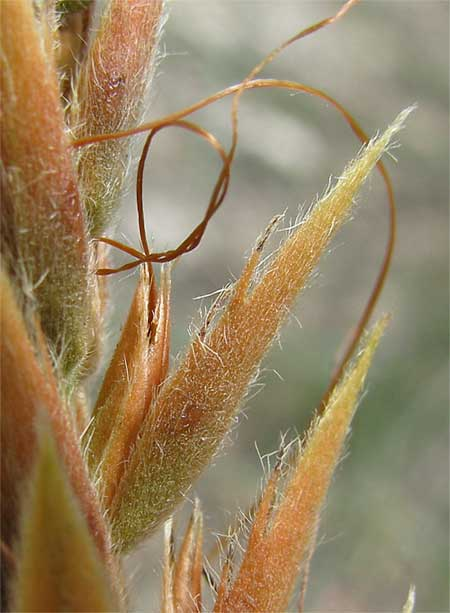
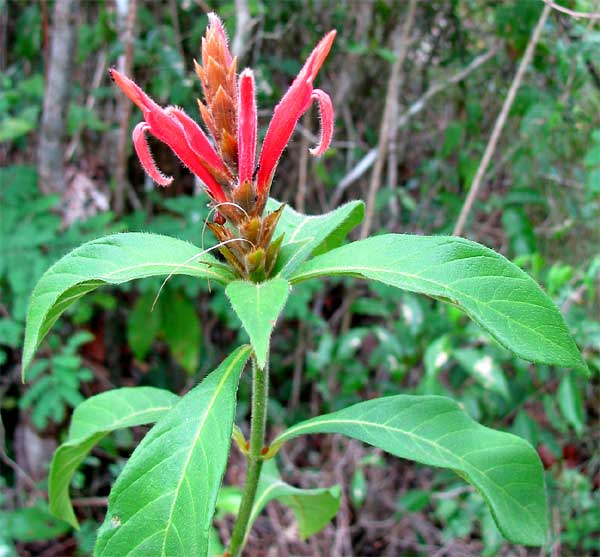